# The Astrophysical Journal
The Astrophysical Journal – czasopismo naukowe, założone w 1895 roku przez dwóch amerykańskich astronomów George’a Ellery’ego Hale’a i Jamesa Edwarda Keelera. Jedno z najważniejszych międzynarodowych czasopism dotyczących astronomii, astrofizyki, spektroskopii.

## Redaktorzy naczelni
- George Hale (1895–1902)
- Edwin Frost(inne języki) (1902–1932)[1]
- Otto Struve (1932–1947)[1]
- William Morgan (1947–1952)[1]
- Subrahmanyan Chandrasekhar (1952–1971)[2]
- Helmut Abt(inne języki) (1971–1999)
- Robert Kennicutt(inne języki) (1999–2006)
- Ethan Vishniac(inne języki) (od 2006)